# Artillería de México
Artillería de México fue un equipo que participó en la Liga Mexicana de Béisbol con sede en la Ciudad de México, México.

## Historia
El Club Artillería participó durante dos temporadas en la Liga Mexicana de Béisbol, debutó para la campaña de 1926 donde terminó en sexto lugar en la primera vuelta con 5 ganados y 9 perdidos, la segunda mitad el equipo terminó con marca de 5 ganados y 6 perdidos. El siguiente año terminaron empatados en tercer lugar con Gabay de Pachuca con marca de 7 ganados y 8 perdidos. El siguiente año el equipo desapareció.